# 씨알공원
씨알공원은 서울특별시 노원구에 있는 공원이다. 공릉1동에 위치하고 있다.